# Malayalam
Malayalam (മലയാളം malayāḷaṁ, Ausspracheⓘ) ist eine Sprache aus der dravidischen Sprachfamilie. Sie wird von 37 Millionen Menschen, vor allem im Bundesstaat Kerala an der Südwestküste Indiens, gesprochen. Das Malayalam wird in einer eigenen Schrift geschrieben und ist nah mit dem Tamil verwandt. Sprecher des Malayalam werden als Malayali bezeichnet.

## Etymologie der Sprachbezeichnung
Der Name Malayalam leitet sich von den tamilischen bzw. malabarischen Wörtern malai „Berg“ und āḷ „Mann“ oder āḻam „Tiefe, Ozean“ ab und bedeutet demnach entweder „Bergbewohner“ oder „Land zwischen Bergen und Ozean“. Tatsächlich erstreckt sich das Malayalam-Sprachgebiet in Kerala zwischen den Westghats und dem Arabischen Meer.

## Verbreitung und Sprecherzahl

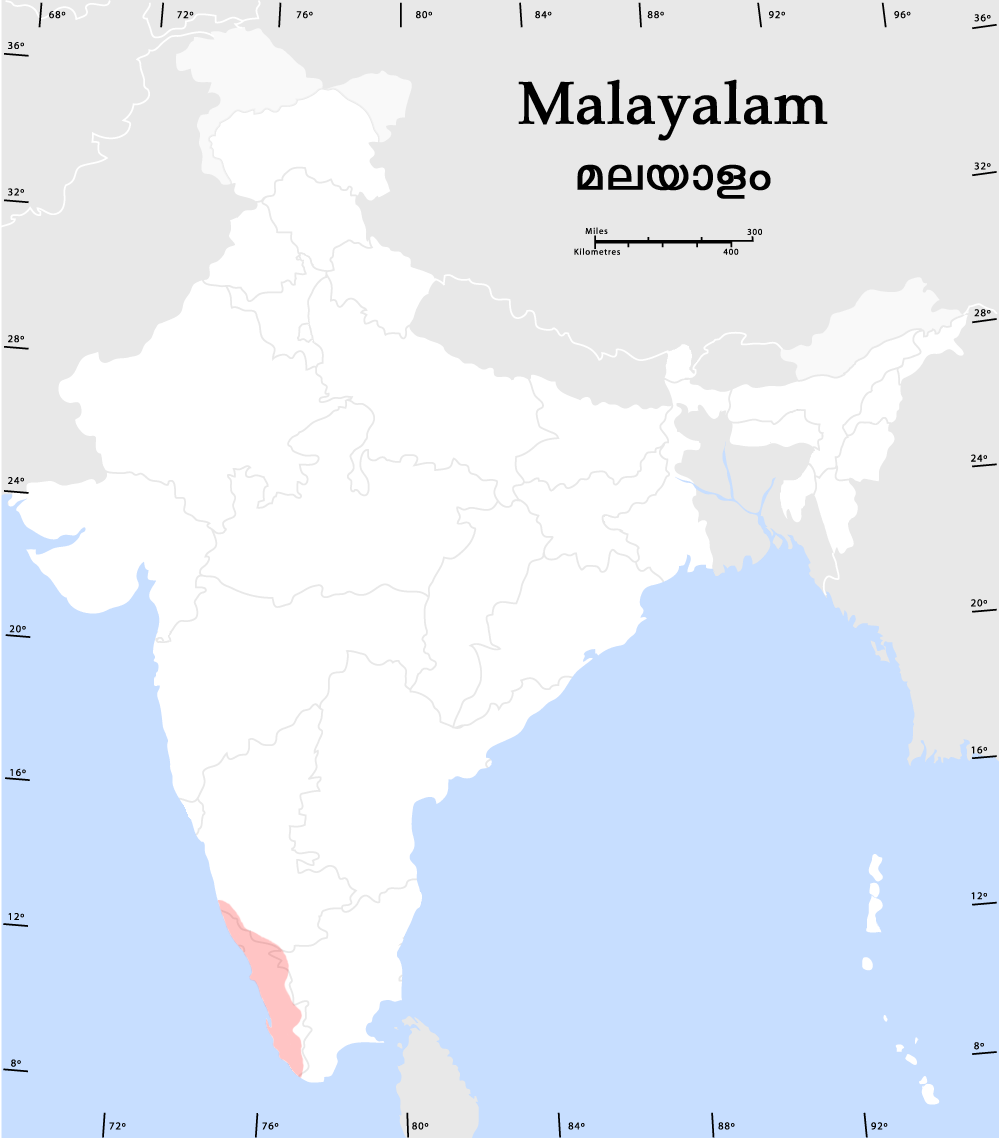
Verbreitung des Malayalam

Das Verbreitungsgebiet des Malayalam deckt sich weitgehend mit dem Bundesstaat Kerala an der Westküste Südindiens, dessen Grenzen 1956 entlang der Sprachgrenze des Malayalam gezogen wurden. Außerdem wird es auf den im Arabischen Meer gelegenen Inselgruppen der Lakkadiven und Amindiven (Unionsterritorium Lakshadweep) gesprochen. Zuwanderungsbedingt gibt es heutzutage größere Zahlen von Malayalam-Sprechern in anderen Teilen Indiens sowie unter den Auslandsindern in den Golfstaaten, Großbritannien und den USA. In Kerala, dem Unionsterritorium Lakshadweep und in der zum Unionsterritorium Puducherry gehörenden Enklave Mahe dient Malayalam als Amtssprache. Daneben ist es auf überregionaler Ebene als eine von 22 Verfassungssprachen Indiens anerkannt.
Laut der indischen Volkszählung 2011 wird Malayalam von knapp 35 Millionen Menschen als Muttersprache gesprochen. Davon leben gut 32 Millionen in Kerala, wo Malayalam-Sprecher die große Bevölkerungsmehrheit stellen. Malayalam sprechende Minderheiten finden sich auch in den Nachbarbundesstaaten Karnataka (0,8 Millionen) und Tamil Nadu (0,7 Millionen).

## Sprachverwandtschaft
Malayalam gehört zur Familie der hauptsächlich in Südindien verbreiteten dravidischen Sprachen. Neben Telugu, Tamil und Kannada ist Malayalam eine der vier großen dravidischen Sprachen. Innerhalb dieser Sprachfamilie gehört Malayalam zum süddravidischen Zweig. Der nächste Verwandte des Malayalam ist Tamil, aus dem es sich erst zwischen 800 und 1000 n. Chr. als eigenständige Sprache entwickelte. Anders als Tamil und noch stärker als die übrigen dravidischen Literatursprachen Telugu und Kannada ist Malayalam stark durch Sanskrit, die klassische Sprache des Hinduismus, beeinflusst worden.

## Entwicklung der Schriftsprache
Als ältestes Sprachzeugnis des Malayalam gilt die Vazhappalli-Inschrift aus dem 9. Jahrhundert. Das älteste literarische Werk ist das Ramacharitam aus dem 12. Jahrhundert. Die erste Malayalam-Grammatik, das Lilatilakam, wurde im 14. Jahrhundert auf Sanskrit verfasst.
Ganz besonders verdient gemacht um die Sprache hat sich Hermann Gundert Anfang des 19. Jahrhunderts. Er schrieb eine Malayalam-Grammatik, ein Malayalam-Englisch-Wörterbuch und übertrug die Bibel und viele Kirchenlieder ins Malayalam. Außerdem begründete er durch ein modernes Schulwesen in Südindien das Neu-Malayalam.

## Schrift

Das Wort Malayalam in Malayalam-Schrift

Wie viele indische Sprachen besitzt Malayalam eine eigene Schrift, die Malayalam-Schrift. Diese gehört zur Familie der indischen Schriften. Mit den übrigen Schriften Indiens, Tibets und Südostasiens teilt sie den gemeinsamen Ursprung von der Brahmi-Schrift aus dem 3. Jahrhundert v. Chr. und ein gemeinsames Funktionsprinzip: Es handelt sich bei ihnen um eine Zwischenform aus Alphabet und Silbenschrift, sogenannte Abugidas, bei denen jedes Konsonantenzeichen einen inhärenten Vokal a besitzt, der durch diakritische Zeichen modifiziert werden kann. Die Malayalam-Schrift entwickelte sich im 8. Jahrhundert über die Grantha-Schrift aus einer südindischen Brahmi-Variante.

## Phonologie
Bei der Phonologie des Malayalam ist zwischen dem einheimischen Kerninventar und den aus dem Sanskrit übernommenen Phonemen zu unterscheiden. Bei einheimischen Wörtern sind Stimmlosigkeit bzw. Stimmhaftigkeit sowie Aspiration nicht bedeutungsunterscheidend. Dafür haben die Plosive (Verschlusslaute) eine große Zahl an Allophonen, d. h., sie werden in Abhängigkeit von ihrer Position im Wort unterschiedlich ausgesprochen. Am Wortanfang und in Verdopplung werden sie stimmlos, nach Nasalen stimmhaft und zwischen Vokalen stimmhaft und spirantisiert gesprochen. Diese Allophone werden bei einheimischen Wörtern nicht in der Schrift gekennzeichnet, obwohl die Malayalam-Schrift durchaus unterschiedliche Zeichen für stimmlose und stimmhafte Plosive besitzt.
Ein auffälliges Merkmal des Malayalam ist die Unterscheidung der Plosive und Nasale nach sechs Artikulationsorten (labial, dental, alveolar, retroflex, palatal und velar). Während der Kontrast von dentalen und retroflexen Lauten für die Sprachen Südasiens typisch ist, ist die dreifache Unterscheidung dental-alveolar-retroflex äußerst selten. Der alveolare Plosiv [t] kommt nur in Verdopplung bzw. als stimmhafte Variante [d] nach dem entsprechenden Nasal vor. Intervokalisch wird er als Vibrant [r] realisiert, der vom Flap [ɾ] unterschieden wird. Der alveolare Nasal [n] wird in der Schrift nicht vom dentalen Nasal [n̪] unterschieden, obwohl diese beiden Phoneme in Verdopplung kontrastieren (vgl. പന്നി panni [ˈpʌn̪ːi] „Schwein“ und കന്നി kanni [ˈkʌnːi] „erster“).
Anders als im nah verwandten Tamil werden Sanskrit-Lehnwörter weder in der Schreibweise noch in der Aussprache (zumindest von gebildeten Sprechern) an die Malayalam-Phonologie angepasst. Da im Sanskrit zwischen stimmlosen, stimmhaften, stimmlos-aspirierten und stimmhaft-aspirierten Plosiven unterschieden wird, vergrößert sich das Konsonanteninventar des Malayalam durch die aus dem Sanskrit übernommenen Phoneme beträchtlich.